# پشت‌آتشی‌های خاوری‌تر
پشت‌آتشی‌های خاوری‌تر (نام علمی: Chrysocolaptes) نام یک سرده از زیرخانواده دارکوبیان است که در جنوب و جنوب شرق آسیا یافت می‌شود.